# 米哈伊尔·阿尼库申
米哈伊尔·康斯坦丁诺维奇·阿尼库申（俄語：Михаил Константинович Аникушин，1917年10月2日—1997年3月18日），苏联雕塑家。

## 生平
1917年生于莫斯科。1937年至1947年在列宁格勒列宾美术学院学习。第二次世界大战期间学习中断，战后重新返校，1947年毕业后留校任教，1960年升任教授。代表作品列宁格勒艺术广场普希金雕像获1958年列宁奖。曾经教授过曹春生、司徒兆光、王克庆等留苏学生。1962年当选为苏联艺术科学院院士。1963年获苏联人民画家称号。1977年获社会主义劳动英雄称号。曾任苏联共产党中央审计委员会委员（1966年－1976年）。1978年，天文学家尼古拉·切爾尼赫发现的小行星3358以其名字命名。1997年5月18日在圣彼得堡去世。

## 作品

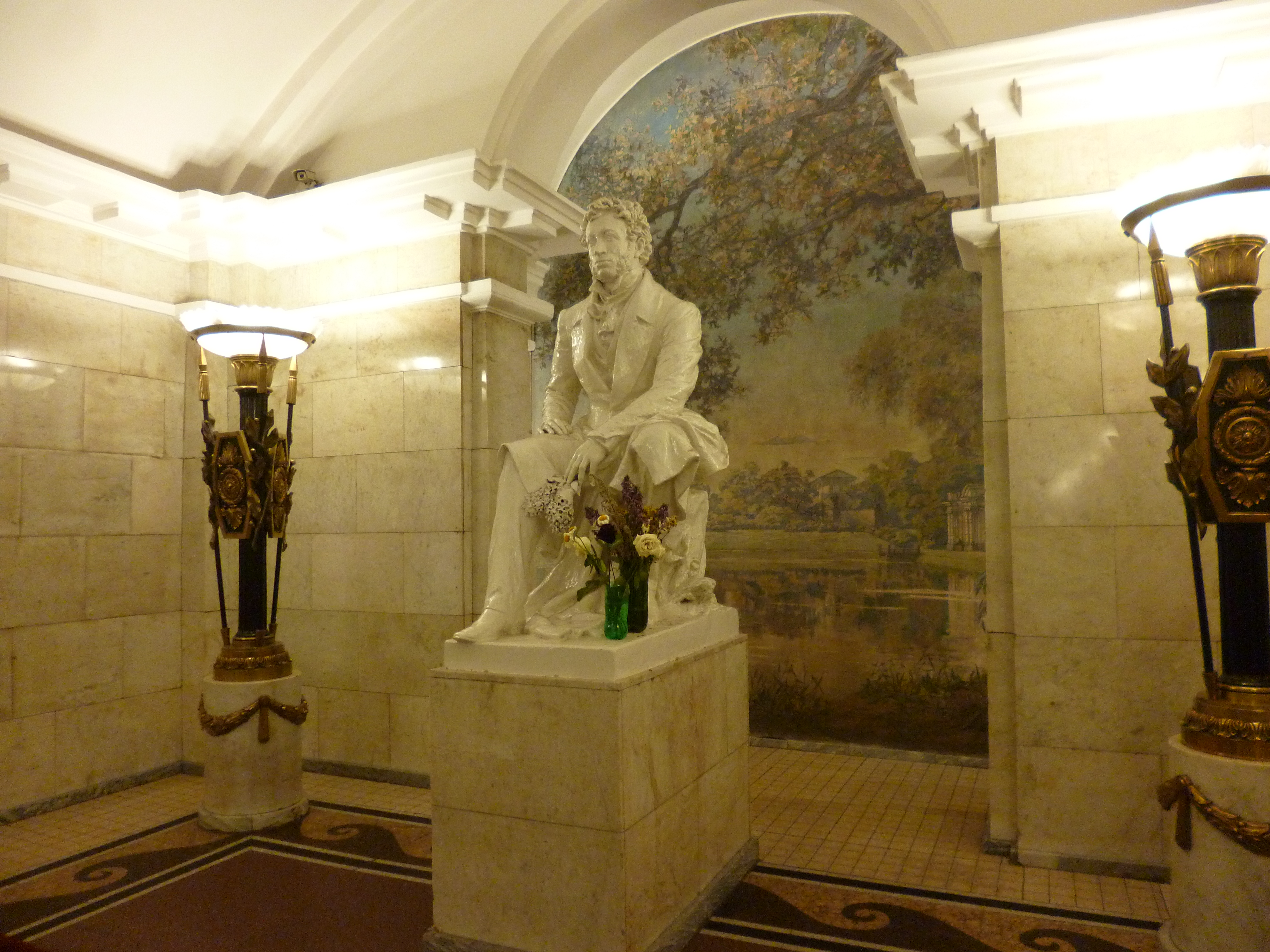
普希金站的普希金像（圣彼得堡）
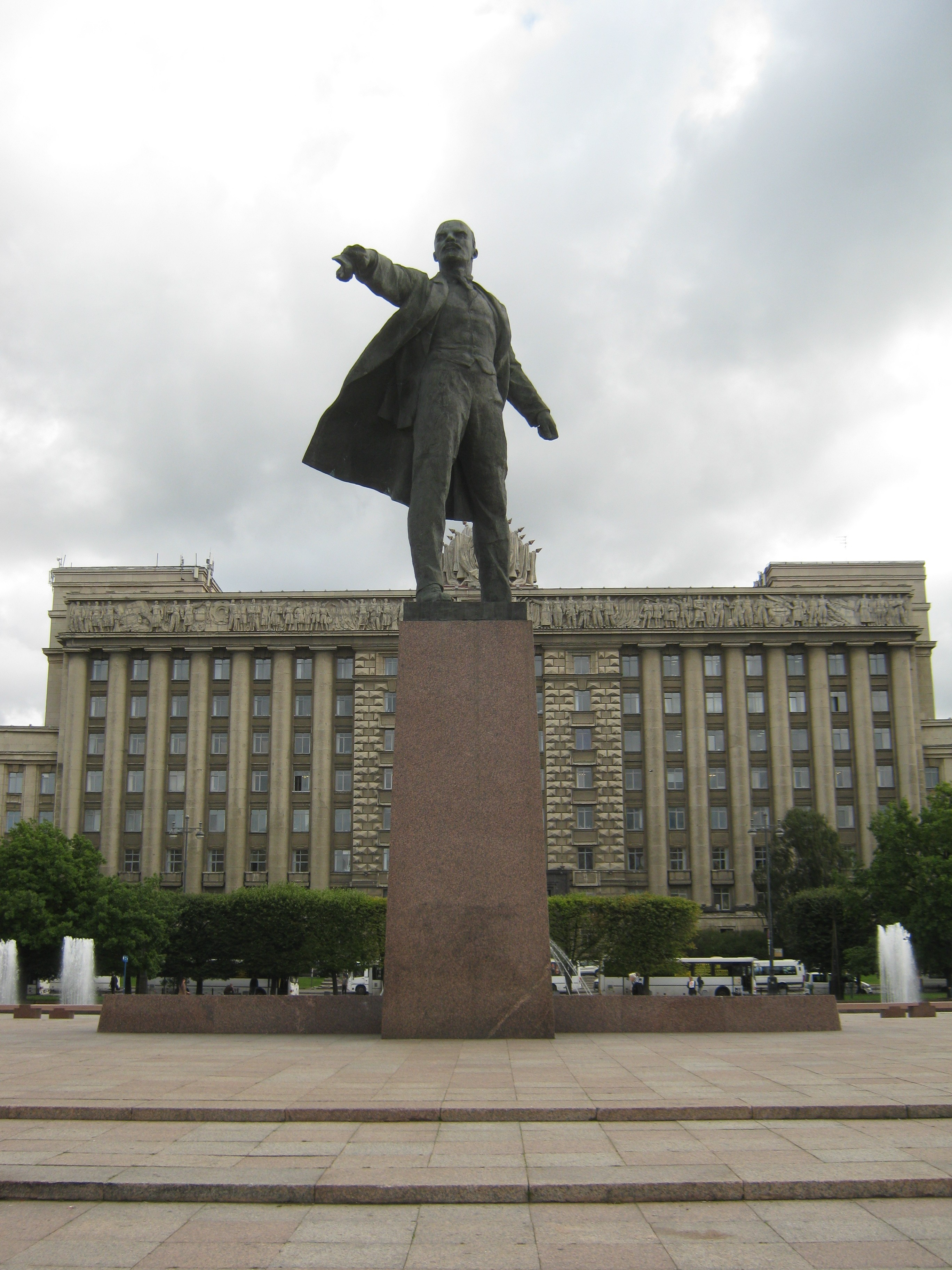
莫斯科广场列宁像（圣彼得堡）